# روبرت أندروود
روبرت أندروود (بالإنجليزية: Robert Underwood)‏ هو لاعب كرة قاعدة أمريكي، ولد في 24 ديسمبر 1934 في برمنغهام في الولايات المتحدة، وتوفي في 26 مارس 2011.